# Fugloy
Fugloy (IPA: [fʊgːlɔj] nebo [fʊglɪ], dánsky: Fuglø, v českém překladu ptačí ostrov) je nejvýchodnější z faerských ostrovů. Nachází se až na severovýchodním okraji souostroví a s rozlohou 11,02 km² je také nejmenším ostrovem regionu Norðoyggjar. Fugloy je také nejméně lidnatá samosprávná obec Faerských ostrovů. K 1. lednu 2020 zde žilo 38 obyvatel, rozdělených do vesnic Kirkja a Hattarvík.
Industrializace rybolovu a následně klesající význam zemědělství je hlavní příčinou odlivu obyvatelstva z ostrova už od počátku 20. století. Fugloy nemá přirodní podmínky ani infrastrukturu nutné pro přechod na rybolov jako zdroj obživy. Jako jeden z faerských vnějších ostrovů je závislý na lodní a vrtulníkové dopravě, ale během bouří zůstává odříznutý.

## Geografie
Fugloy leží nejvýchodněji z osmnácti hlavních ostrovů, které tvoří Faery. Jeho rozloha je 11,02 km², ale dohromady s okolními 23 ostrůvky činí 11,03 km². Nejližšími sousedcími ostrovy jsou Viðoy na západě a Svínoy na jihu. Úžinou mezi Fugloy a Svínoy je 3,9 kilometrů dlouhý Fugloyarfjørður.
Fugloy má vulkanický původ a je složený z vrstev bazaltu. Útesy podél pobřeží, po miliony let formované ledovcovým působením a erozí, jsou na některých místech velmi vysoké a příkré. To platí zejména na východní straně ostrova, kde se nachází 449 metrů vysoký útes Eystfelli. Pod ním stojí skalnatý ostrůvek Stapi s malým majákem, nejvýchodnější bod Faerských ostrovů.

### Klima
Fugloy má relativně mírné přímořské klima, silně ovlivněné Atlantským oceánem. To má za následek mírné zimy, chladná léta a průměrnou roční teplotu 6,9 °C, což je jedna z nejvyšších na Faerských ostrovech. Průměrný roční úhrn srážek je 1040 mm, jeden z nejnižších na ostrovech.
| Kirkja. Fugloy, Faerské ostrovy – podnebí  | Kirkja. Fugloy, Faerské ostrovy – podnebí | Kirkja. Fugloy, Faerské ostrovy – podnebí | Kirkja. Fugloy, Faerské ostrovy – podnebí | Kirkja. Fugloy, Faerské ostrovy – podnebí | Kirkja. Fugloy, Faerské ostrovy – podnebí | Kirkja. Fugloy, Faerské ostrovy – podnebí | Kirkja. Fugloy, Faerské ostrovy – podnebí | Kirkja. Fugloy, Faerské ostrovy – podnebí | Kirkja. Fugloy, Faerské ostrovy – podnebí | Kirkja. Fugloy, Faerské ostrovy – podnebí | Kirkja. Fugloy, Faerské ostrovy – podnebí | Kirkja. Fugloy, Faerské ostrovy – podnebí | Kirkja. Fugloy, Faerské ostrovy – podnebí |
| Období                                     | leden                                     | únor                                      | březen                                    | duben                                     | květen                                    | červen                                    | červenec                                  | srpen                                     | září                                      | říjen                                     | listopad                                  | prosinec                                  | rok                                       |
| ------------------------------------------ | ----------------------------------------- | ----------------------------------------- | ----------------------------------------- | ----------------------------------------- | ----------------------------------------- | ----------------------------------------- | ----------------------------------------- | ----------------------------------------- | ----------------------------------------- | ----------------------------------------- | ----------------------------------------- | ----------------------------------------- | ----------------------------------------- |
| Průměrné denní maximum [°C]                | 6,7                                       | 5,8                                       | 6,5                                       | 7,2                                       | 9,2                                       | 11,2                                      | 12,8                                      | 13,4                                      | 11,8                                      | 9,5                                       | 7,5                                       | 6,6                                       | 9,0                                       |
| Průměrná teplota [°C]                      | 4,6                                       | 3,7                                       | 4,3                                       | 5,2                                       | 7,0                                       | 9,0                                       | 10,6                                      | 11,2                                      | 9,7                                       | 7,5                                       | 5,8                                       | 4,4                                       | 6,9                                       |
| Průměrné denní minimum [°C]                | 2,4                                       | 1,5                                       | 1,8                                       | 2,9                                       | 4,9                                       | 7,0                                       | 8,8                                       | 9,3                                       | 7,7                                       | 5,5                                       | 3,8                                       | 2,2                                       | 4,8                                       |
| Průměrné srážky [mm]                       | 94                                        | 87                                        | 94                                        | 84                                        | 67                                        | 66                                        | 80                                        | 83                                        | 85                                        | 111                                       | 97                                        | 93                                        | 1 041                                     |
| Zdroj: Data z období 1988–1997. zdroj: DMI |                                           |                                           |                                           |                                           |                                           |                                           |                                           |                                           |                                           |                                           |                                           |                                           |                                           |